# Rodman (Nueva York)
Rodman es un pueblo ubicado en el condado de Jefferson en el estado estadounidense de Nueva York. En el año 2000 tenía una población de 1.147 habitantes y una densidad poblacional de 10.5 personas por km².

## Geografía
Rodman se encuentra ubicado en las coordenadas 43°51′3″N 75°54′56″O / 43.85083, -75.91556.

## Demografía
Según la Oficina del Censo en 2000 los ingresos medios por hogar en la localidad eran de $36,339, y los ingresos medios por familia eran $43,750. Los hombres tenían unos ingresos medios de $28,750 frente a los $25,764 para las mujeres. La renta per cápita para la localidad era de $15,453. Alrededor del 9.5% de la población estaban por debajo del umbral de pobreza.